# Бил, Майкл
Майкл Бил (англ. Michael Beale; род. 4 сентября 1980, Бромли, Большой Лондон) — английский футбольный тренер.

## Карьера игрока
Родился в городе Бромли 4 сентября 1980 года. Будучи игроком, выступал на позиции полузащитника, играл только в клубах любительского уровня. В юношестве занимался в академиях лондонской команды «Чарльтон Атлетик» и нидерландского клуба «Твенте» из города Энсхеде. Затем уехал в США, где играл в ряде любительских клубов и в 21 год завершил карьеру футболиста.

## Тренерская деятельность

### Ассистент
После окончания карьеры Бил основал мини-футбольный клуб в своём родном городе Бромли, на юге Лондона, где стал детским тренером. В 2002 году он привлёк внимание главы академии «Челси» Нила Бата, который предложил Майклу занять должность помощника тренера детской команды клуба.
В 2003 году Бил принял предложение работать в академии «Ливерпуля», где стал тренером юношеской команды игроков до 15 лет, а затем возглавил команду до 21 года. Именно тогда Бил познакомился со Стивеном Джеррардом, в то время тренером «Ливерпуля» U-18.
В январе 2017 года Майкл перешёл на работу в бразильский клуб «Сан-Паулу», где стал ассистентом Рожерио Сени. Однако спустя полгода Сени и его тренерский штаб были уволены после ряда плохих результатов команды.
В 2018 году главный тренер «Рейнджерс» Стивен Джеррард предложил Билу должность ассистента в своём тренерском штабе. Под их руководством «Рейнджерс» выиграли свой 55-й чемпионский титул в сезоне 2020/21 и прервали тем самым череду побед «Селтика» в чемпионате.
В ноябре 2021 года после увольнения Дина Смита Стивен Джеррард стал главным тренером бирмингемской «Астон Виллы». Бил вновь стал членом его тренерского штаба.

## Самостоятельная работа

### «КПР»
1 июня 2022 года Бил начал самостоятельную тренерскую карьеру, возглавив клуб Чемпионшипа «Куинз Парк Рейнджерс». В октябре 2022 года появилась информация о том, что руководство клуба Премьер-лиги «Вулверхэмптон Уондерерс» рассматривало кандидатуру Била на пост главного тренера команды, однако специалист ответил на данное предложение отказом.

### «Рейнджерс»
28 ноября 2022 года Бил покинул «КПР» и возглавил шотландский «Рейнджерс», в котором ранее ассистировал Стивену Джеррарду.
Бил успешно стартовал в клубе из Глазго и выиграл четыре первых матча во главе «джерс». В декабре 2022 года выиграл приз лучшему тренеру месяца в Премьершипе.
1 октября 2023 года руководство клуба сообщило об увольнении тренера ввиду неудовлетворительных результатов: на момент ухода Била команда потерпела три поражения в семи матчах и занимала третье место в чемпионате.

### «Сандерленд»
18 декабря 2023 года выступающий в Чемпионшипе клуб «Сандерленд» объявил о назначении Била на пост главного тренера, контрактное соглашение специалиста с командой было рассчитано до 2026 года. 19 января 2024 года «Сандерленд» уступил «Халл Сити», потерпев третье поражение подряд и четвертое поражение в первых семи матчах Била в качестве главного тренера. По окончании матча Бил подвергся резкой критике со стороны болельщиков клуба, потребовавших его отставки.
17 февраля команда со счетом 1:2 проиграла «Бирмингем Сити». 19 февраля 2024 года руководство клуба сообщило об увольнении Била по причине неудовлетворительных результатов.
Он проработал главным тренером в течение 9 недель и руководил клубом в 12 играх, что является наименьшим тренерским показателем в истории «Сандерленда».  После своего увольнения специалист был обвинен в использовании анонимного аккаунта в Twitter во время своего пребывания в должности. В аккаунте были размещены ретвиты сообщений, защищающих Била и критикующих фанатов и владельцев «Сандерленда».

## Достижения
Тренерские
«Рейнджерс»
- Второе место в Кубке Шотландской лиги: 2022/23

Индивидуальные
- Тренер месяца в Премьершипе (декабрь 2022)